# Манделл, Роберт
Роберт Александр Ма́нделл (англ. Robert Alexander Mundell; 24 октября 1932, Кингстон, Канада — 4 апреля 2021, Сиена, Италия) — канадский экономист. Лауреат Нобелевской премии по экономике (1999) «за анализ денежной и фискальной политики в рамках различных режимов валютного курса, а также анализ оптимальных валютных зон».

## Биография
Получил степень бакалавра с двойной специализацией по экономике и славистике в Университете Британской Колумбии (1953). Находясь в аспирантуре, он проучился один год в Вашингтонском университете в Сиэтле, затем ещё год в Массачусетском технологическом институте (МТИ). После этого он провёл год в Лондонской школе экономики, где под руководством Джеймса Мида закончил работу над докторской диссертацией о международных потоках капитала, которую защитил в МТИ в 1956 году. В 1957 году завершил постдокторат в Чикагском университете. Преподавал в Стэнфорде и Чикаго.
Работал в научном отделе Международного валютного фонда. Это дало возможность как собрать материал для исследований, так и реализовать некоторые идеи на практике.
Примерно в одно время с публикацией работ Манделла, аналогичные исследования о стабилизационной политике в открытых экономиках опубликовал Маркус Флеминг — другой сотрудник МВФ. Эти работы стали теоретической основой неолиберализма. Современные учебники используют название «модель Манделла — Флеминга» для идеальной модели открытой экономики нескольких малых стран. Однако по глубине, широте и силе анализа вклад Манделла представляется более значительным.
5 июня 2009 года принял участие в международном экономическом форуме в Санкт-Петербурге, где принимал активное участие в дискуссиях, в том числе с Президентом России Дмитрием Медведевым.

## Сочинения
- «Международная денежная система: конфликт и реформа» (англ. The International Monetary System: Conflict and Reform, 1965)
- «Денежная теория: процент, инфляция и рост в мировой экономике» (англ. Monetary Theory: Interest, Inflation and Growth in the World Economy, 1971)